# بیت هیستر
به آته هایستر (انگلیسی: Beate Heister؛ زادهٔ ۵ اکتبر ۱۹۵۱) سرمایه‌دار اهل آلمان است. وی دختر و وارث میلیاردر آلمانی؛ کارل آلبرشت می‌باشد.